# India nu
India nu was een grote tentoonstelling die van november 1968 tot en met maart 1969 opgesteld stond in de centrale lichthal van het Tropenmuseum in Amsterdam.
Doel van de tentoonstelling was een beeld geven van het dagelijks leven in India. Daartoe waren de directeur en een conservator van het museum van november 1967 tot maart 1968 in een Ford Transit op rondreis geweest door India om zo veel mogelijk 'gewone' voorwerpen te verzamelen waarmee dit dagelijks leven aanschouwelijk gemaakt kon worden. Men was er zich terdege van bewust dat het museum zich bij het tonen op een tentoonstellingsvloer moest beperken tot een keuze van het rijkgeschakeerde leven in een enorm land. Aangevuld met bruiklenen uit het Museum van Taal-, Land- en Volkenkunde in Rotterdam, het Rijksmuseum voor Volkenkunde in Leiden en het Gemeentemuseum Den Haag kon het Tropenmuseum 377 voorwerpen exposeren die samen een beeld gaven van het moderne India van toen. 
De thema's die uitgebreid aan de orde kwamen en geïllustreerd werden door etnografische objecten waren landbouw, veeteelt en visserij; de dorpsgemeenschap; traditionele ambachten en beroepen; het gezin, de opvoeding en de positie van de vrouw; muziek, dans en theater, en religie. Voor het toelichten van de moderner aspecten van de Indiase samenleving zoals de stad en de toenemende urbanisatie, mijnbouw en industrie, handel en export, de gezondheidszorg en geboorteregeling, werd gebruikgemaakt van leesteksten en recent fotomateriaal.
De catalogus is behalve nummercatalogus ook een beknopte inleiding tot land en volk van India, geïllustreerd met foto's en tekeningen. De namen van de auteur of auteurs zijn niet vermeld, zoals destijds gebruikelijk bij catalogi van het Tropenmuseum. Het voorwoord werd geschreven door Prof. J. van Baal, hoofd van de toenmalige 'Afdeling Anthropologie' van het Tropeninstituut, waartoe ook het museum behoorde.   

## Catalogus
- India nu. Amsterdam: Tropenmuseum, 1968